# Kazuo Yamazaki
Kazuo Yamazaki (山崎和男?, Yamazaki Kazuo; Tokyo, 12 febbraio 1949) è un regista e animatore giapponese principalmente noto per il suo lavoro nell'ambito dell'animazione giapponese.

## Biografia
Ha debuttato nel 1979 come direttore dell'animazione della prima serie di Mobile Suit Gundam, ed in seguito si è specializzato principalmente nella regia di anime. Fra i suoi lavori si possono citare le serie televisive Lamù e Cara dolce Kyoko, entrambi tratti da fumetti di Rumiko Takahashi, ed il lungometraggi cinematografici Five Star Stories ed Il vento dell'Amnesia.

## Filmografia parziale

### Regista

#### Lungometraggi
- Lamù - Remember My Love (1986)
- Lamù - Forever: La principessa nel ciliegio (1986)
- Five Star Stories (1989)
- Il vento dell'Amnesia (1990)

#### Cortometraggi
- Za samurai (1987)

#### Serie televisive
- Zambot 3 (episodio 18, 1978)
- L'imbattibile Daitarn 3 (episodio 5, 1978)
- Superbook (1981)
- Superlamù (1982-1986)
- Maison Ikkoku - Cara dolce Kyoko (1986)
- Yume Tsukai (2006)
- Fresh Pretty Cure! (episodio 7, 2009)

#### OAV
- Lamù: Il tea party di Ryoko (1985)
- Lamù: Memorial album (1986)
- Proteggi la mia terra (1993)